# Bammesberger Maschinenfabrik
Bammesberger & Co. Maschinenfabrik war ein Hersteller von Sonderwerkzeugmaschinen, Transferstraßen, Druckguß- und Spritzgußformen und bestand zwischen 1921 und 1975 in Leonberg.
Bammesberger war mit ehemals über 800 Arbeitnehmern das erste große Unternehmen, das nach dem Zweiten Weltkrieg im Südwesten von Deutschland im Rahmen eines Konkursverfahrens stillgelegt wurde. Dieser Konkurs löste gewaltige Diskussionen zur betrieblichen Mitbestimmung, Kontrolle von Macht und dem Abbau von Herrschaft von Menschen über Menschen aus. Initiiert wurde diese Diskussion durch die Betriebsseelsorge der Diözese Rottenburg und die Evangelische Akademie Bad Boll. Dokumentiert wurde die Aktion in einer 89-seitigen Broschüre „Der Fall B“, der im Oktober 1975 in dritter Auflage mit 1.300 Exemplaren der Öffentlichkeit übergeben wurde.

## Geschichte

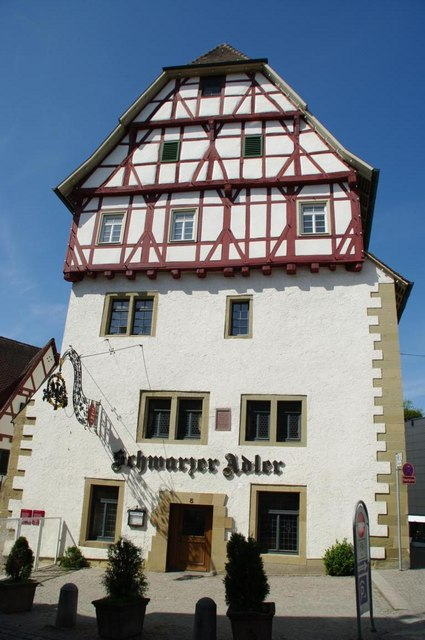
Gründungsort der Bammesberger Maschinenfabrik in Leonberg, heute Gasthof Schwarzer Adler

### Anfänge und Aufstieg

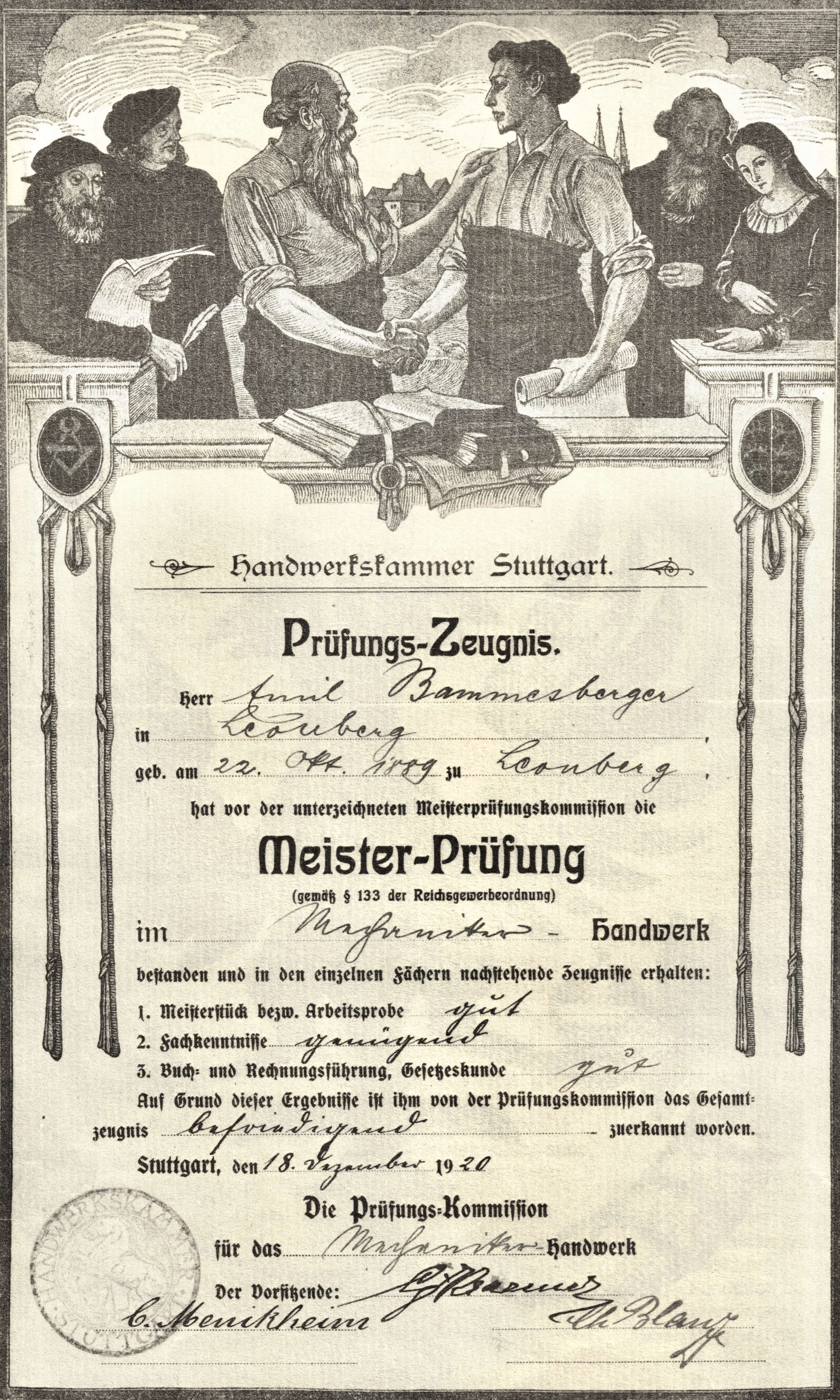
Zeugnis der Meisterprüfung von Emil Bammesberger 1920

Der Mechaniker Meister Emil Bammesberger (* 1889, † 1971) gründete das Unternehmen 1921 in dem Gebäude der Leonberger Innenstadt, in dem auch die heute noch bestehende Tradstionsgaststätte Schwarzer Adler untergebracht ist. Schon ein Jahr später wurden ihm die Räume zu klein und Bammesberger bezog eine Werkstatt in der Römerstraße in Leonberg. Er begann mit dem Bau von Vorrichtungen. 1930 kam er in Zusammenarbeit mit dem Werkzeughändler Hahn & Kolb zum Maschinenbau und übernahm 1934 die Lizenzfertigung von Handspannfuttern für die Firma Forkardt aus Düsseldorf. Das bekannteste bekanntesten Produkt von Bammesberger wurde die Variomatic-Schalttellermaschine mit 9 Bearbeitungsstationen, die von Hahn & Kolb konstruiert und auch von ihr ab 1938 vertrieben wurde. In Weiterentwicklungen wird sie noch heute von der Firma Variomatic Werkzeugmaschinen GmbH in Chemnitz angeboten.

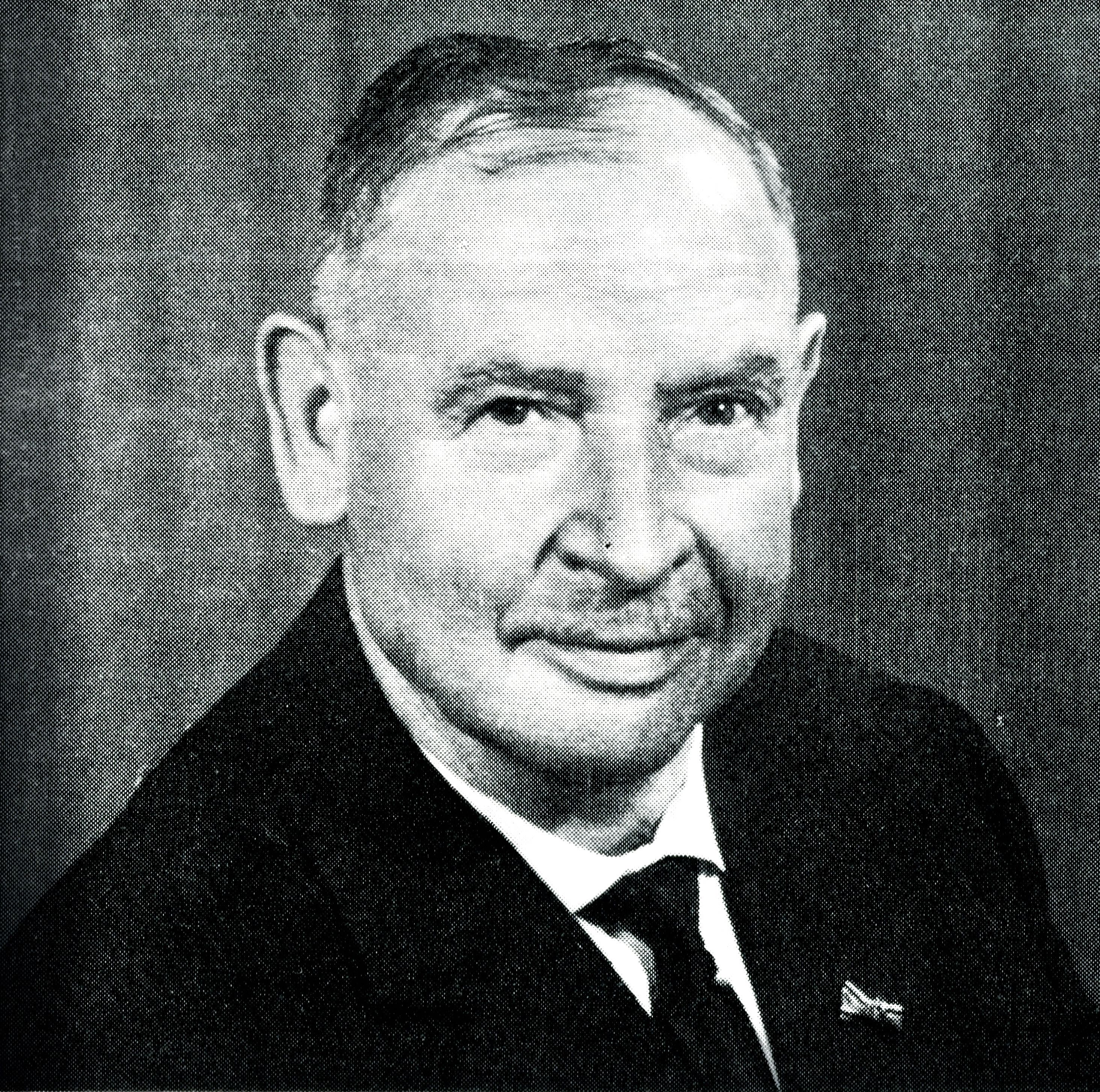
Emil Bammesberger, Gründer der Bammesberger Maschinenfabrik um 1942

In der Römerstraße in Leonberg entstanden großzügige Fertigungsanlagen. 1942 wurde eine neue Lehrwerkstatt und Erweiterungsbauten an der Römerstraße errichtet. 1949 begann Bammesberger mit dem Bau von Sonderwerkzeugmaschinen und 1963 wurde die erste Transferstraße an die Daimler Benz AG ausgeliefert. Die Produktionskapazitäten in Leonberg reichten schon lange nicht mehr aus. 1961 wurde ein Zweigwerk in Merklingen, 1969 ein weiteres in Pfullingen und 1973 in Lomersheim errichtet.

### Niedergang
Die Gründung des Werkes in Lomersheim fiel bereits in eine Phase des starken Rückgangs der Konjunktur in Westdeutschland. Der Sohn des Firmengründers, Emil Bammesberger jun. (* 1926, † 2013), der den Vorsitz der Geschäftsführung innehatte, fühlte sich schon 1973 mit diesem Amt überfordert und übergab Geschäftsanteile und den Vorsitz an Paul Schönleber ab.
Bammesberger konnte die entstehenden Umsatzlücken zunächst durch einen Großauftrag aus der Sowjetunion für das Kamazwerk am Ural füllen. Der Auftrag für 26 Sonderwerkzeugmaschinen nebst Ersatzteilen und Einrichtungen im Wert von 7,35 Mio. DM wurde über den russischen Importeur Avtopromimport und die Liebherr Zahntechnik GmbH, Kempten, zu schlecht kalkulierten Preisen erteilt. Die Produktionskapazitäten reichten nicht aus. Bammesberger pachtete deshalb von Gebr. Wendler, Reutlingen das Werk Lomersheim mit Maschinen für die Dauer von 10 Jahren und bearbeitete mit 50 Arbeitnehmern im Wesentlichen diesen Auftrag, der noch Anfang 1975 ausgeliefert werden konnte. Als weitere Großaufträge, insbesondere aus der Sowjetunion, ausblieben, kam Bammesberger in wirtschaftliche Schwierigkeiten. Zwar konnte 1974 wegen des Kamazauftrages der Umsatz von 29 Mio. DM im Jahr 1973 auf 41 Mio. DM in 1974 gesteigert werden. Der Verlust stieg jedoch ebenfalls auf über 4 Mio. DM.
Am 10. April 1975 trat der Geschäftsführer und Mitgesellschafter Paul Schönleber im Alter von 70 Jahren zurück. Dafür bestellte Emil Bammesberger jun. den befreundeten Unternehmer Karl Beyrer als Generalbevollmächtigten. Am 17. April 1975 wurden erste Personalentlassungen ausgesprochen und Überstunden abgebaut. Am 2. Mai 1975 wurde im Werk Leonberg Kurzarbeit angeordnet. Am 4. Mai 1975 bemühte sich der Oberbürgermeister der Stadt Leonberg beim Land um eine Bürgschaft über 3 Mio. DM und empfahl die Werke Lomersheim und Pfullingen sofort stillzulegen.
Am 9. Mai 1975 beantragten die Geschäftsführer beim Amtsgericht Stuttgart die Eröffnung eines gerichtlichen Vergleichsverfahrens zur Abwendung des Konkurses. Als vorläufiger Vergleichsverwalter wurde der Stuttgarter Rechtsanwalt Volker Grub bestellt.

### Versuchte Rettung durch die Belegschaft
Am 14. Mai 1975 lud der Betriebsrat zu einer außerordentlichen Betriebsversammlung mit der Aufforderung an die Belegschaft ein, Eigenkapital von 3 Mio. DM aufzubringen. Nur dann könne die Landeskreditbank Darlehen zur Rettung des Unternehmens gewähren. Bereits am nächsten Tag zeichneten 240 Arbeitnehmer einen Betrag von 2,1 Mio. DM für das Eigenkapital von Bammesberger. Voraussetzung dafür war, die Durchführung eines Vergleiches und eine Kreditgewährung durch die Landeskreditbank Baden-Württemberg. Noch am Nachmittag dieses Tages ging das Gerücht, dass ein Kredit von der Landeskreditbank abgelehnt werde.
Auch der Deutsche Gewerkschaftsbund lehnte dieses Belegschaftsmodell ab. Es handele sich nur um eine „gemischte Beteiligung am Unternehmen“. Die spontane Aktion der Belegschaft wurde als „Verzweiflungstat“ gebrandmarkt. Der Deutsche Gewerkschaftsbund forderte die Landesregierung auf, versuchsweise einen Fonds für einzelne Beteiligungsmodelle zu schaffen. Es dürfe nicht angehen, dass weiterhin nur traditionelle Unternehmensformen unterstützt würden.
Die Betriebsseelsorge der Diözese Rottenburg, das Industrie- und Sozialpfarramt der evangelischen Akademie in Bad Boll, der Bund der Selbständigen Ortsverband Leonberg e.V., der Oberbürgermeister der Stadt Leonberg, setzen sich für die Belegschaft von Bammesberger beim Land Baden-Württemberg, insbesondere bei ihrem Ministerpräsident Hans Filbinger ein. Zu Solidaritätskundgebungen in Leonberg erschienen über 1.500 Personen. In der örtlichen Presse wurde laufend über die Geschehnisse berichtet.
Letztlich gab das Wirtschaftsministerium Baden-Württemberg am 3. Juni 1975 über Funk und Fernsehen bekannt, dass das Land das Belegschaftsmodell nicht unterstütze und keine weiteren Kredite gewährt werde. Das Unternehmen sei nicht haltbar.
Die beiden Geschäftsführer Walter Bosch und Otto Hinderer von Bammesberger kündigen ihr Arbeitsverhältnis, um sofort auszuscheiden. Zwei Tage später stellen die Mitarbeiter von Bammesberger ihre Arbeit ein. Die Eröffnung eines Vergleichsverfahrens kam somit nicht mehr in Betracht.

### Konkursausfallgeld und Pensionssicherung kommen erstmals zur Anwendung
Die Konkursabwicklung wurde durch zwei Gesetze, die die sozial-liberale Koalition aus SPD und FDP im Jahre 1973 erlassen hatte, wesentlich erleichtert. Mit dem Konkursausfallgeld-Gesetz vom 17. Juli 1974 wurden die Löhne und Gehälter der Arbeitnehmer für die Zeit von drei Monaten vor einer Konkurseröffnung durch die Bundesanstalt für Arbeit abgesichert. Dieses Gesetz bewirkte, dass die rückständigen Löhne und Gehälter der Arbeitnehmer für die Zeit von drei Monaten vor der Konkurseröffnung von der Bundesanstalt für Arbeit übernommen wurden, allerdings mit der Folge, dass diese ihre Erstattungsansprüche als bevorrechtigte Forderungen zur Konkurstabelle anmeldeten musste.
Zur Sicherung von betrieblichen Renten schuf der Deutsche Bundestag am 19. Dezember 1974 die gesetzlichen Voraussetzungen für den Pensions-Sicherungs-Verein in Köln, der unverfallbare Renten und Pensionsansprüche von Arbeitnehmern im Konkurs ihres Arbeitgebers absichert.
Beide Gesetze kamen bei Bammesberger erstmals zur Anwendung und ermöglichten eine bessere Abwicklung des Verfahrens. Rentner und Arbeitnehmer waren in der Vergangenheit sehr starke Gläubigergruppen, die ihre Ansprüche mit allem Nachdruck verfolgten und dem Konkursverwalter kaum Zeit ließen, ein Konkursfahren ordnungsgemäß abzuwickeln. Da Löhne und Renten in der Vergangenheit mit Konkursbeginn nicht mehr bezahlt werden konnten, hatte dies bislang dazu geführt, dass mit dem Tag einer Konkurseröffnung der Betrieb sofort stillgelegt wurde und der Konkursverwalter nur noch die Aufgabe hatte, die vorhandenen Vermögensgegenstände zu verwerten und die Erlöse an die Gläubiger auszuzahlen. Dies war im Fall Bammesberger nun anders.

### Konkursabwicklung
Am 6. Juni 1975 eröffnete das Amtsgericht Stuttgart das Konkursverfahren. Volker Grub wurde auch zum Konkursverwalter bestellt. Trotz der neuen gesetzlichen Möglichkeiten war die Konkursabwicklung nicht einfach. Der Konkursverwalter verfügte über keine ausreichende finanzielle Mittel, das Unternehmen auch nur kurzfristig weiterzuführen. Alle vier Werke des Unternehmens in Leonberg, Merklingen, Pfullendorf und Lomersheim waren nur gepachtet. Die Pachtzinse waren rückständig. Die Eigentümer beriefen sich auf ihre Pfandrechte. Einen Teil der Kundenforderungen waren an eine Bank abgetreten. Lieferanten pochten bei den Warenbeständen auf ihre Eigentumsvorbehaltsrechte.
Der Auftragsbestand gab nur noch für wenige Monate Arbeit für weniger als der Hälfte der Arbeitnehmer. 355 Arbeitnehmern wurde fristlos gekündigt, sie erhielten Arbeitslosengeld. Bei der Kreissparkasse Leonberg nahm der Konkursverwalter einen Kredit über 900.000 DM auf, um Sonderwerkzeugmaschinen für die Firmen Austin-Morris in Großbritannien, Fiat in Brasilien, Volvo in den Niederlanden und Ford in Spanien fertigzustellen. Für Hahn & Kolb und Forkhardt produzierte er bis Jahresende 1975.
Der Maschinenbau in Deutschland befand sich, nach einem langen Aufschwung, in einer tiefen Phase der Rezession. Die Karl Hüller GmbH in Ludwigsburg mit 2400 Arbeitnehmern stand unmittelbar vor einem Konkurs und konnte nur durch eine Übernahme des Thyssen-Konzerns gerettet werden. Noch im Winter 1975 wurde über das Vermögen der Ludwigsburger Maschinenbau GmbH, die früher 1200 Arbeitnehmer beschäftigte, ein Konkursverfahren eröffnet. Auch dieses Unternehmen wurde stillgelegt. In Westdeutschland geriet Habersang und Zinssen in Konkurs. In der Krise befanden sich auch die Deutsche Industrieanlagen GmbH, Berlin, und Gildemeister AG, Bielefeld. Zahlreiche kleinere und mittlere Betriebe mussten aufgeben.
Der Konkursverwalter hatte keine Möglichkeiten, den Betrieb von Bammesberger im Ganzen zu veräußern. Es gelang lediglich, die Fertigung der Variomatic-Schaltteller-Automaten mit 40 Arbeitnehmern an Hahn & Kolb zu veräußern, die dafür die Variomatic GmbH in Leonberg gründete. Der Rest des Unternehmens wurde stillgelegt.

### Der Sozialplan
Am Ende des Konkursverfahrens verfügte der Konkursverwalter über eine Vermögensmasse von 11,3 Mio. DM. Damit konnte er, wie bereits der Belegschaft angekündigt, zum ersten Mal in einem Konkursverfahren einen Sozialplan für Abfindungen der Arbeitnehmer nach dem Betriebsverfassungsgesetz abschließen. Der Betriebsrat forderte für die 638 Arbeitnehmer insgesamt 5 Mio. DM. Da bei der Erstellung von Sozialplänen im Konkurs Neuland betreten wurde, bildete der Konkursverwalter eine Einigungsstelle nach dem Betriebsverfassungsgesetz, dessen Vorsitz der Präsident des Stuttgarter Oberlandesgerichtes Helmut Horn übernahm. Die Einigungsstelle entschied verbindlich, dass der Konkursverwalter für den Sozialplan einen Betrag von 3 Millionen DM bereitstellen musste. Damit konnte an 640 Arbeitnehmer im Schnitt sofort eine Abfindung in Höhe von 4700 DM ausbezahlt werden, welche damals noch bis zu einem Betrag von 12.000 DM steuerfrei waren.

### Ende des Konkursverfahrens
Zum 31. Dezember 1975 wurde Bammesberger endgültig geschlossen. Für die nicht bevorrechtigten Gläubiger mit Forderungen in Höhe von 21,7 Mio. DM verblieb ein Betrag von 3,1 Mio. DM und eine Zahlungsquote von 14 %.